# Natação nos Jogos Olímpicos de Verão da Juventude de 2014 - 4x100 m livres Moças
As provas de natação' da estafeta' 4x100 m livres de moças nos Jogos Olímpicos de Verão da Juventude de 2014 decorreram a 21 de Agosto de 2014 no natatório do Centro Olímpico de Desportos de Nanquim em Nanquim, China. O Ouro foi conquistado pela China, a Rússia levou a Prata e a Austrália ficou com o Bronze.

## Medalhistas
| Ouro   | CHN China     |
| Prata  | RUS Rússia    |
| Bronze | AUS Austrália |

## Resultados da final
| Pos.              | Linha | Nadadores País                                                                   | Tempo total | Diferença |
| ----------------- | ----- | -------------------------------------------------------------------------------- | ----------- | --------- |
| Medalha de ouro   | 3     | Qiu Yuhan He Yun Zhang Yufei Shen Duo CHN China                                  | 3:41.19     |           |
| Medalha de prata  | 4     | Rozaliya Nasretdinova Daria Ustinova Irina Prikhodko Daria Mullakaeva RUS Rússia | 3:42.39     | +1.20     |
| Medalha de bronze | 5     | Brianna Throssel Ella Bond Amy Forrester Ami Matsuo AUS Austrália                | 3:44.44     | +3.25     |
| 4                 | 6     | Kim Busch Esmee Bos Maaike de Waard Robin Neumann NED Países Baixos              | 3:45.92     | +4.73     |
| 5                 | 2     | Natalia de Luccas Bruna Primati Viviane Jungblut Giovanna Diamante BRA Brasil    | 3:46.34     | +5.15     |
| 6                 | 1     | Patricia Wartenberg Julia Willers Kathrin Demler Mandy Feldbinder GER Alemanha   | 3:51.12     | +9.93     |
| 7                 | 8     | Clara Smiddy Hannah Moore Courtney Mykkanen Meghan Small USA Estados Unidos      | 3:51.37     | +10.18    |
| 8                 | 7     | Mackenzie Glove Danielle Hanus Kesley Wog Danika Huizinga CAN Canadá             | 3:54.03     | +12.84    |